# Еловка (Большемуртинский район)
Еловка — село в Большемуртинском районе Красноярского края России. Административный центр Еловского сельсовета.

## География
Село находится в центральной части края, в подтаёжно-лесостепном районе лесостепной зоны, на левом берегу реки Еловка, вблизи места впадения её в реку Мингуль, на расстоянии приблизительно 15 км (по прямой) к юго-юго-востоку (SSE) от Большой Мурты, административного центра района. Абсолютная высота — 146 м над уровнем моря.

## История
По данным 1926 года имелось 215 хозяйств и проживало 1050 человек (в основном — русские). Функционировали школа I ступени, народный дом и лавка общества потребителей. В административном отношении являлась центром Еловского сельсовета Больше-Муртинского района Красноярского округа Сибирского края.

## Население
| 2010 |
| ---- |
| 344  |

Гендерный состав
По данным Всероссийской переписи населения 2010 года, в гендерной структуре населения мужчины составляли 46,5 %, женщины — соответственно 53,5 %.
Национальный состав
Согласно результатам переписи 2002 года, в национальной структуре населения русские составляли 82 % из 390 чел.

## Инфраструктура
В селе функционируют основная школа, фельдшерско-акушерский пункт, дом культуры, библиотека и почтовое отделение.

## Улицы
| - ул. Бабушкина, - ул. Зелёная, - ул. Молодёжная, - ул. Нагорная, | - ул. Новая, - ул. Профсоюзов, - ул. Центральная. |